# Breutelia guilielmi-meyeri
Breutelia guilielmi-meyeri är en bladmossart som beskrevs av J. Fröhlich 1962. Breutelia guilielmi-meyeri ingår i släktet gullhårsmossor, och familjen Bartramiaceae. Inga underarter finns listade i Catalogue of Life.